# Adangme jezik
Adangme jezik (dangme; ISO 639-3: ada), jezik istoimenog plemena (Adangme) podskupine ga-dangme, šire skupine nyo, kojim govori 800 000 ljudi (2004 SIL) na obali Gane, istočno od Accre. 
Postoji nekoliko dijalekata: ada, ningo, osu, shai, gbugbla i krobo.

## Vanjske poveznice
- Ethnologue (14th)
- Ethnologue (15th)